# Aristolochia goudotii
Aristolochia goudotii är en piprankeväxtart som beskrevs av Pierre Étienne Simon Duchartre. Aristolochia goudotii ingår i släktet piprankor, och familjen piprankeväxter. Inga underarter finns listade i Catalogue of Life.